# Amețeala (film)
Amețeala (Vertigo) este un film thriller american din 1958 bazat pe romanul D'entre les morts. Filmul este regizat și produs de Alfred Hitchcock, avându-i pe James Stewart și Kim Novak în rolurile principale.
În 2012 Vertigo a fost numit "cel mai bun film al tuturor timpurilor" de către revista Sight & Sound și a detronat filmul lui Orson Welles, Cetățeanul Kane.

## Distribuție
- James Stewart : John "Scottie" Ferguson
- Kim Novak : Madeleine Elster / Judy Barton
- Barbara Bel Geddes : Midge Wood
- Tom Helmore : Gavin Elster

## Fișa tehnică
- Genul - filme dramatice
- Regia - Alfred Hitchcock
- Scenariul - Alec Coppel și Samuel Taylor / D'entre les Morts

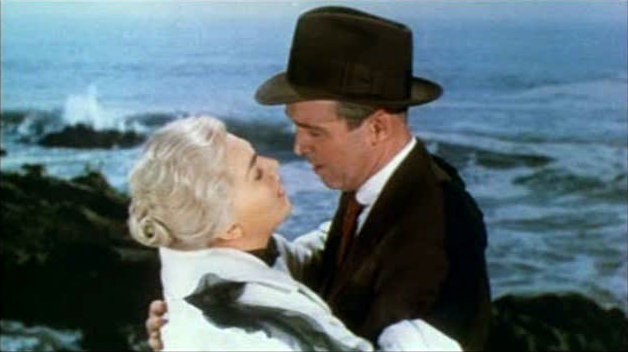
James Stewart și Kim Novak.

- Muzică - Bernard Herrmann